# División administrativa de Vizcaya
La división administrativa de Vizcaya (País Vasco) España, oficial en unos casos y oficiosa en otros, responde como en tantos lugares a los avatares que a lo largo de la historia se han venido sucediendo y cuya huella permanece en algunas situaciones singulares que aún hoy día perduran.
Vizcaya se determina por los municipios que la componen, como establece el artículo 141 de la Constitución Española, con autonomía de gestión y poder ejecutivo propio, existiendo organizaciones supramunicipales y mancomunidades de diversa índole para la mejor gestión de los servicios públicos. Tiene también carácter oficial la organización de la provincia en partidos judiciales. Siguiendo  desde el punto de vista del derecho, se distinguía el Infanzonado o Tierra Llana del territorio no aforado. Convencionalmente, además, Vizcaya se ha considerado constituida por siete comarcas geográficas, división que aún sin carácter oficial se ha empleado profusamente en estudios económicos y sociológicos por las más diversas instituciones como la Cámara de Comercio, Industria y Navegación de Bilbao, el Eustat o la propia Diputación Foral.

## Municipios
La provincia de Vizcaya está formada por 113 municipios cuyas capitales ostentan las categorías de Anteiglesia, Villa o Ciudad en virtud de sus circunstancias históricas.
Los últimos municipios incorporados a la provincia han sido el de Cenarruza-Puebla de Bolívar (desgajado de Marquina-Jeméin por acuerdo de las Juntas Generales de Vizcaya del 30 de noviembre de 2004) y el de Usánsolo (desgajado de Galdácano por acuerdo de las Juntas Generales de Vizcaya del 23 de noviembre de 2022) tras largos procesos impulsados por vecinos.

## Circunscripciones electorales
En las elecciones al Parlamento Europeo, Vizcaya forma parte de la Circunscripción electoral de España. En las elecciones al Congreso de los Diputados y al Senado de España, así como en las elecciones al Parlamento Vasco, todo el territorio histórico se corresponde con la Circunscripción electoral de Vizcaya. Durante la Segunda República española (de 1931 a 1937), Bilbao constituía una circunscripción separada del resto de la provincia.
Para las elecciones a Juntas Generales de Vizcaya, el territorio se divide en cuatro circunscripciones, que en 2019 fueron:

Circunscripciones en las elecciones forales.

- Bilbao (15 apoderados): integrada por el municipio de Bilbao.

- Encartaciones (13 apoderados): integrada por los municipios de Abanto y Ciérvana, Alonsótegui, Arcentales, Baracaldo, Carranza, Ciérvana, Galdames, Gordejuela, Güeñes, Lanestosa, Musques, Ortuella, Portugalete, Santurce, Sestao, Sopuerta, Trucios, Valle de Trápaga, Valmaseda y Zalla.

- Durango-Arratia (10 apoderados): integrada por los municipios de Abadiano, Amorebieta-Echano, Aracaldo, Aránzazu, Arrancudiaga, Arrigorriaga, Axpe Achondo, Basauri, Bérriz, Castillo-Elejabeitia, Ceberio, Ceánuri, Dima, Durango, Echévarri, Elorrio, Ermua, Galdácano, Garay, Izurza, Lemona, Mallavia, Mañaria, Orduña, Orozco, Ochandiano, Ubidea, Miravalles, Vedia, Villaro, Yurre, Yurreta, Zaldívar y Zarátamo.

- Busturia-Uribe (13 apoderados): integrada por los municipios de Amoroto, Arbácegui y Guerricaiz, Arrieta, Aulestia, Baquio, Barrica, Berango, Bermeo, Berriatúa, Busturia, Cenarruza-Puebla de Bolívar, Derio, Ea, Echevarría, Elanchove, Erandio, Ereño, Rigoitia, Frúniz, Gámiz-Fica, Gatica, Gautéguiz de Arteaga, Guecho, Guernica y Luno, Górliz, Guizaburuaga, Ibarranguelua, Ispáster, Larrabezúa, Lauquíniz, Lejona, Lequeitio, Lemóniz, Lezama, Lujua, Marquina-Jeméin, Maruri, Mendata, Mendeja, Meñaca, Morga, Mundaca, Munguía, Múgica, Ondárroa, Pedernales, Plencia, Sondica, Sopelana, Urdúliz y Zamudio.

En las elecciones municipales, que se celebran a la vez que las elecciones a Juntas Generales, cada municipio forma una circunscripción única.

## División histórica entre Tierra Llana (Infanzonado) y villas y ciudades

Tierra Llana y territorio no aforado en Vizcaya. El Fuero Civil de Vizcaya se aplica también en los municipios alaveses de Llodio y Aramayona (en color naranja).

Tal como establecía la Ley 3/1992, de 1 de julio, de Derecho civil vasco, con la denominación de Infanzonado o Tierra Llana se designaba a toda la provincia de Vizcaya, con excepción de la parte no aforada de: la villa de Bermeo, la villa de Durango, la villa de Ermua, la villa de Guernica y Luno, la villa de Lanestosa, la villa de Lequeitio, la villa de Marquina-Jeméin, la villa de Ondárroa, la villa de Ochandiano, la ciudad de Orduña, la villa de Plencia, la villa de Portugalete, la villa de Valmaseda, y la totalidad del municipio de Bilbao, así como también los municipios alaveses de Llodio y Aramayona.
La misma Ley establecía que dentro de los límites municipales mencionados solo sería territorio no aforado el correspondiente a los límites del núcleo urbano originario y el suelo contiguo al mismo que estuviera calificado como urbano en el planeamiento vigente a la entrada en vigor de la ley. De este modo, aunque por la dinámica demográfica las villas anteriores crecieran en terrenos aforados, estos no perderían su cualidad, exceptuando Bilbao en el que el territorio no aforado lo constituía todo el término municipal.
En el Infanzonado regía el Fuero Civil de Vizcaya, mientras que en el territorio no aforado era de aplicación el Código Civil. La ley posibilitaba que estos últimos municipios optasen por la aplicación del derecho Foral en todo su término municipal y preveía que de desanexionarse una antigua Anteiglesia de una Villa aquella recuperase su antigua condición de aforada; tal fue el caso de Ajánguiz que se había desanexionado en 1991 de Guernica y Arrazua, que lo hizo al año siguiente.
La Ley 5/2015, de 25 de junio, de Derecho Civil Vasco, derogó las anteriores leyes 3/1992 y 3/1999, extendiendo la aplicación de normas de Derecho civil de dicha ley que rigen con carácter especial en el territorio histórico de Vizcaya y en los términos municipales alaveses de Aramayona y Llodio, con lo que se aplica el mismo derecho civil en todos los municipios de la provincia.

## Comarcas
Sin constituir una división administrativa oficial, el territorio histórico de Vizcaya se divide en ocasiones en comarcas oficiosas y/o populares.

## Partidos judiciales
|  |  |  |  |  |  | 1. Durango 2. Baracaldo (Barakaldo) 3. Guernica y Luno 4. Bilbao 5. Valmaseda (Balmaseda) 6. Guecho (Getxo) |